# 藤田ミノル
藤田 ミノル（ふじた ミノル、1977年9月5日 - ）は、日本の男性プロレスラー。本名：藤田 穣（ふじた みのる）。山口県小野田市（現：山陽小野田市）出身。血液型B型。

## 来歴
山口県鴻城高等学校でレスリング部に所属（大谷晋二郎の5学年後輩）。
1997年4月1日、大日本プロレス後楽園ホール大会
「藤田穣＆田尻義博 vs ファンタスティック＆GOKU」でデビュー。
大日本プロレス、みちのくプロレスを経て、KAIENTAI DOJO時代の2002年に突如、新日本プロレスのリングに殴りこみをかける。TAKAみちのくとのシングル戦に敗れた後にKAIENTAI DOJOを離脱。主戦を新日本プロレス、みちのくプロレスへ。
当時はグリーンボーイという印象が拭い去れずに終わったが、その後プロレスリングZERO1-MAXでは目を見張る成長を遂げた。かつて新日本プロレスで対戦した佐々木健介もZERO1-MAXのリングで藤田を見た時に、その目を見張る急成長ぶりを認めたという。
2005年3月27日ZERO1-MAX後楽園ホール大会での、vsレオナルド・スパンキー＆アレックス・シェリー組とのNWAインタナショナルライトタッグ王座決定戦で勝利し、王座獲得。同年5月、第2回ディファカップではZERO1-MAX代表として、盟友日高郁人とのタッグで決勝まで進むも、プロレスリング・ノアの丸藤正道・KENTA組に敗北。日高とのタッグの勢いは止まらず、同年10月10日ZERO1-MAX後楽園大会ではヘビー級の佐藤耕平&崔領二組からNWAインターコンチネンタルタッグ王座を奪取、ジュニアとヘビーのタッグ2冠王に君臨した。さらには大谷晋二郎・田中将斗組（炎武連夢）を相手に防衛に成功。
これらの実績が評価され、日高・藤田組として2005年度のプロレス大賞最優秀タッグチーム賞を獲得した。
2006年2月にはNWAインターコンチネンタルタッグ王座をスティーブ・コリノ＆Y2P-150kg組に奪われるも、3月にはノアの日本武道館大会に乗りこみ、金丸義信&杉浦貴組からGHCジュニアヘビー級タッグ王座を奪取することに成功。第3代王者となった。その後も防衛を重ねるが、同年8月にノアのディファ有明大会にて金丸&杉浦とのリターンマッチに敗れ王座陥落する。
直後に行われたZERO1-MAX主催のジュニアトーナメントである天下一Jr.2006シリーズでは、NWAインタナショナルライトタッグ王座をクリス・セイビン、アレックス・シェリーに奪取されついに無冠になってしまう。しかし肝心のトーナメント本戦では日高郁人、高岩竜一、菅原拓也とZERO1-MAX内の強豪レスラーを倒し優勝する。同時に新設されるAWA世界ジュニアヘビー級王座初代王者として認定された。
2007年に入りAWA世界ジュニアヘビー級王座を日高に奪われ、天下一Jr.2007ではDRAGON GATEの望月成晃を相手に1回戦敗退する等、不調が続いていた。そんな中、前年の天下一Jr.決勝で戦った菅原拓也とのタッグが定着し、高山善廣＆佐藤耕平が所持していたNWAインターコンチネンタルタッグ王座を奪取するという番狂わせを引き起こした。
2008年からは所属のZERO1-MAXでは2チームによるチーム対抗戦という形に（完全に縛られたわけではないが）なり、藤田は大森隆男率いるアックス軍に所属しているため、かつての相棒といわれた日高郁人（ソード軍所属）よりは、同じアックス軍である佐藤耕平（フリー）や義兄弟タッグと言われる菅原拓也（エルドラド）とのタッグが多い。2008年4月のJCBホール大会では因縁のクリス・セイビン、アレックス・シェリーとNWAインターコンチネンタルタッグ王座、NWAインタナショナルライトタッグ王座を賭けたダブルタイトルマッチに勝利し、二冠王者となった。
2010年、以前から共闘していた東京愚連隊に正式入団。
2011年4月6日、DDTプロレスリング新木場大会の朝の会にて、同団体GMである鶴見亜門が「最近、呼んでもいないのに勝手に来て試合をする選手がいる」という問題点を指摘する。その呼ばれていない選手というのは藤田であることが判明し、DDT出入り禁止処分となる。それにも関わらず、第4試合において、HARASHIMA vs 中澤マイケル vs アントーニオ本多 vs DJニラ　の4WAY戦にさり気なく出場しようとしたところを見つかってしまい、鶴見GMに退場を命じられた。試合終盤、他の3選手から集中攻撃を浴びたHARASHIMAを救出するために、突如HERO!が登場。このHERO!の乱入により、試合は無効試合になる。しかし、かねてよりHERO!ファンであった鶴見GMの計らいにより、HARASHIMAとHERO!のタッグが結成されることとなった。このタッグで6月には第37代KO-Dタッグ王座を獲得したが、その後10月をもってHERO!はHERO!星へ帰った。このHERO!と藤田が同一人物かどうかは明らかにされていない。
2010年、同郷の元女子プロレスラー前村早紀と結婚したが、2015年までに離婚していたことを表明した。
2011年頃からプロレス界の第一線から姿を消していた藤田であったが、2012年7月にFREEDOMSが行った北九州大会に参戦したのをきっかけに同年10月からレギュラー参戦を開始。12月には佐々木貴と有刺鉄線ボード&ダブルラダーで激突。事実上の初デスマッチとなった。試合数は2012年は15試合、2013年は55試合と少なく、デスマッチも貴戦の後は積極的に行わなかったが、UNCHAINのメンバーとなっていた藤田は自分だけデスマッチをやらないのはおかしいと思い始めていた。毎回、福岡から東京に呼んでくれる団体にも恩義を感じていた。2014年5月2日の後楽園大会で、葛西純と裸足画鋲デスマッチを敢行。
2013年、九州プロレスのトーナメント戦参戦をきっかけに、主催である九州医療スポーツ専門学校へ通学している。住民票も福岡に移っていて現在は東京愚連隊興行、プロレスリングFREEDOMS、九州プロレス、がむしゃらプロレス、みちのくプロレスの興行に定期的に参戦している。また2015年ガンバレ☆プロレス初参戦後にマイクで離婚したことや専門学校をプロレスが楽しすぎて留年したことやパチンコ屋の寮に一人で住んでいることなどを赤裸々に告白。その後もガンプロに定期参戦していてHi69、バンビ、浪口修、円華とトモダチ軍を結成。後に安部行洋も加入。
2015年12月6日に大阪で行われたHUBの自主興業では入場時、同大会に出場していたレイパロマのストールと帽子をかぶって登場するという「おふざけ」とも取れる行為を行った。本人は「HUB選手は本当に真面目であり、少しは肩の力を抜いてほしかった」と意図を語っていたが、同時に「気持ちには誠心誠意応えないといけないのに、自分に自信が無くてそれを誤魔化した入場をしてしまった」と後に悔いていた。
2016年6月16日、トモダチ軍(仮)プロデュース興行～ハキダメ★プロレス・プレ旗揚げ第2戦フジタの音楽は世界だ2016～にてパチンコ屋のアルバイトを辞めプロレス専業に戻ることを発表。
10月2日、ガンプロ後楽園ホール大会にて元妻である前村の再デビュー戦の対戦相手となり前村と対戦するも敗北。
2017年、専門学校を卒業したものの、3月の柔道整復師国家試験を不合格となった。
2018年12月11日、全日本プロレス世界最強タッグの決勝戦の日、後楽園ホールを訪れ、TAJIRIのもつGAORAベルトへの挑戦を表明。
2019年1月3日の後楽園大会で、技術面での師であったTAJIRIとGAORA TV チャンピオンシップで対戦。敗れはしたが、2018年10月の試合でTAJIRIに手の平の上で踊らされたことによるトラウマは払拭された。
2021年10月に体調不良から出場予定だった試合を全て欠場する。数週間後、新型コロナウイルス感染からICU入りするほどの重症になったいたことを退院時に公表した。
2021年12月23日〜25日、コレガプロレス初代キングオブコレガチャンピオンを決める、「KING OF COLEGA」で、ゼネラルマネージャー(GM)を務め、自由に試合を決め一部から物議を醸すも、初のトーナメントの大会を成功に導く。
2022年4月、左眼窩底骨折のため長期欠場。

## 得意技
様々なリングを渡り歩き、相手と常に騙し合うプロレスを身上としている。既製のカッコ良さに枸らない自分らしさを貫く姿が大きな共感を呼び、いわば一匹狼的な存在でもある。
サスケだましセグウェイ
藤田のフィニッシャー。相手の頭をクラッチした手で相手の片手を掴み、もう片方の手を相手の股にかけて持ち上げてノーザンライトボムを決める。K-ness.のダークネスバスター、豊田真奈美のジャパニーズオーシャンクインビーボムに近い。
BONEYARD
リバースバイパーホールド。
サスケだまし
サスケだましセグウェイのDDT版。開発は藤田の方が先。
フジタドライバー
みちのくドライバーII。「藤田ミノルの史上最低の技」と開発者のTAKAみちのくを侮辱して使用し出した。
SAYONARA
ツームストーンパイルドライバー。ドノバン・モーガンが同名の技を使っているが、そちらはダブルアーム式フェイスバスターで別のもの。
抱え上げてから「○○（仕掛ける相手のフルネーム）、サヨナラー」と叫んで炸裂させるのが特色。
雪崩式フランケンシュタイナー
変形延髄斬り
ローリングクレイドル
変形サムソンクラッチ
サムソンクラッチで固めた相手の両足をまっすぐに揃え、そこに両手足でしがみつく。

## 入場曲
- 九州プロレスでの入場曲 : 世直し GOOD VIBRATION（SEX MACHINEGUNS）
- ガンバレ☆プロレスでの入場曲 : 秘密（東京事変）
- 東京愚連隊・プロレスリングBASARAでの入場曲 : バブル（湘南乃風）
- プロレスリングFREEDOMSでの入場曲 : Out of Control（MAN WITH A MISSION/Zebrahead）
- その他の団体 : プレイボーイツイスト（クレイジーケンバンド）

## タイトル歴
KAIENTAI DOJO
- STRONGEST-K優勝（2002年）

プロレスリングZERO1
- NWAインターコンチネンタルタッグ王座（第14代、第19代）（パートナーは日高郁人→菅原拓也）
- NWAインターナショナルライトタッグ王座（第5代、第7代）（パートナーは日高郁人→菅原拓也）
- AWA世界ジュニアヘビー級王座（初代）
- 天下一Jr.優勝（2006年）

PWF
- PWFユニバーサルタッグ王座

WDB
- WDBタッグ王座

プロレスリング・ノア
- GHCジュニアヘビー級タッグ王座（第3代）（パートナーは日高郁人）

DDTプロレスリング
- アイアンマンヘビーメタル級王座（第1605代）
- KO-Dタッグ王座（第37代）（HERO!として）（パートナーはHARASHIMA）
- KO-D6人タッグ王座（第45代）（パートナーは佐々木大輔、MJポー）
- UWA世界6人タッグ王座（第39代、第42代、第62代、第68代）（パートナーはNOSAWA論外、MAZADA×3→木高イサミ、下村大樹）

プロレスリングFREEDOMS
- KING of FREEDOM WORLD TAG王座（第8代、第17代）（パートナーは吹本賢児→山下りな）

みちのくプロレス
- 東北タッグ王座（第23代、第28代）（パートナーは日高郁人）

大日本プロレス
- BJW認定デスマッチヘビー級王座（第41代）
- 横浜ショッピングストリート6人タッグ王座（第30代）（パートナーは木高イサミ、関根龍一）

九州プロレス
- 九州プロレスタッグ王座（第5代）（パートナーは玄海）
- 博多華味鳥杯1DAYタッグトーナメント優勝（2018年）（パートナーは玄海）

琉球ドラゴンプロレスリング
- 御万人王座「琉王」（第7代）
- 御万人王座「双琉王」（第3代）（パートナーは美ら海セイバー）
- 我栄トーナメント優勝（2021年）

IWA
- IWA世界ジュニアヘビー級王座

UWA
- UWA世界ジュニアヘビー級王座（第23代）

プロレスリングBASARA
- 頂天〜itadaki〜優勝（2021年）
- ユニオンMAX王座（第21代）

プロレスリング我闘雲舞
- スーパーアジア王座（第2代）

TTTプロレスリング
- TTT認定インディー統一無差別級王座
- TTT認定インディー統一6人タッグ王座

アイスリボン
- トライアングルリボン王座（第50代）

プロレス大賞
- 最優秀タッグチーム賞（2005年）（パートナーは日高郁人）

日本インディー大賞
- MVP（2020年）

## メディア出演

### テレビ
- THIS IS KAIENTAI DOJO（GAORA）

### ラジオ
- 週刊ラジオプロレス（北海道放送）

### 映画
- 狂猿（SPACE SHOWER FILMS）[2]